# Raúl Scarrone
Raúl Horacio Scarrone Carrero (Montevideo, 18 de abril de 1931-4 de mayo de 2021) fue un obispo católico uruguayo.

## Biografía
Se desempeñó como obispo auxiliar de Montevideo entre 1982 y 1987. Posteriormente fue obispo de Florida entre 1987 y 2008. Luego fue obispo emérito.
Además había sido rector del Seminario Mayor Interdiocesano Cristo Rey.